# Colias marcopolo
Colias marcopolo es una especie de mariposa, de la familia de las piérides, que fue descrita por Grum-Grshimaïlo, en 1888, a partir de ejemplares procedentes de Pamir.

## Distribución
Colias marcopolo tienen una distribución restringida a la región Paleártica y ha sido reportada en la República de Corea.

## Plantas hospederas
Las larvas de C. marcopolo se alimentan de plantas de la familia Fabaceae.